# Guavate
Guavate es un barrio ubicado en el municipio de Cayey en el estado libre asociado de Puerto Rico. En el Censo de 2010 tenía una población de 1870 habitantes y una densidad poblacional de 159,88 personas por km².

## Geografía
Guavate se encuentra ubicado en las coordenadas 18°7′56″N 66°4′43″O / 18.13222, -66.07861. Según la Oficina del Censo de los Estados Unidos, Guavate tiene una superficie total de 11.7 km², de la cual 11.69 km² corresponden a tierra firme y (0.02%) 0 km² es agua.

## Demografía
Según el censo de 2010, había 1870 personas residiendo en Guavate. La densidad de población era de 159,88 hab./km². De los 1870 habitantes, Guavate estaba compuesto por el 82.03% blancos, el 11.66% eran afroamericanos, el 0.21% eran amerindios, el 0.05% eran isleños del Pacífico, el 4.97% eran de otras razas y el 1.07% pertenecían a dos o más razas. Del total de la población el 99.14% eran hispanos o latinos de cualquier raza.

## Residentes notables
Juan Santos Torres "El Picapiedras de Guavate" es un conocido esculptor quien vive y tiene su taller en Guavate.